# Jordy Alcívar
Jordy José Alcívar Macías, noto semplicemente come Jordy Alcívar (Manta, 5 agosto 1999), è un calciatore ecuadoriano, centrocampista dell'Independiente del Valle.

## Carriera

### Club
Il 18 ottobre 2021 firma un contratto quadriennale con opzione per un anno aggiuntivo, con il neo ammesso club di MLS, lo Charlotte FC.

### Nazionale
Con la nazionale Under-20 ecuadoriana ha preso parte al campionato sudamericano 2019 ed al Mondiale del medesimo anno.
Tra il 2021 ed il 2023 ha giocato 2 partite con la nazionale maggiore.

## Statistiche
Statistiche aggiornate al 16 dicembre 2021.

### Cronologia presenze e reti in nazionale
| Cronologia completa delle presenze e delle reti in nazionale ― Ecuador | Cronologia completa delle presenze e delle reti in nazionale ― Ecuador | Cronologia completa delle presenze e delle reti in nazionale ― Ecuador | Cronologia completa delle presenze e delle reti in nazionale ― Ecuador | Cronologia completa delle presenze e delle reti in nazionale ― Ecuador | Cronologia completa delle presenze e delle reti in nazionale ― Ecuador | Cronologia completa delle presenze e delle reti in nazionale ― Ecuador | Cronologia completa delle presenze e delle reti in nazionale ― Ecuador |
| Data                                                                   | Città                                                                  | In casa                                                                | Risultato                                                              | Ospiti                                                                 | Competizione                                                           | Reti                                                                   | Note                                                                   |
| ---------------------------------------------------------------------- | ---------------------------------------------------------------------- | ---------------------------------------------------------------------- | ---------------------------------------------------------------------- | ---------------------------------------------------------------------- | ---------------------------------------------------------------------- | ---------------------------------------------------------------------- | ---------------------------------------------------------------------- |
| 5-12-2021                                                              | Houston                                                                | El Salvador                                                            | 1 – 1                                                                  | Ecuador                                                                | Amichevole                                                             | -                                                                      | 76’                                                                    |
| 20-6-2023                                                              | Chester                                                                | Ecuador                                                                | 3 – 1                                                                  | Costa Rica                                                             | Amichevole                                                             | -                                                                      | 76’                                                                    |
| Totale                                                                 |                                                                        | Presenze                                                               | 2                                                                      |                                                                        | Reti                                                                   | 0                                                                      |                                                                        |

## Palmarès

### Club

#### Competizioni nazionali
- Campionato ecuadoriano: 1

LDU Quito: 2018